# Affricata retroflessa sonora
L'affricata retroflessa sonora è una consonante, usata in alcune lingue parlate. È rappresentata con il simbolo [ɖ͡ʐ], o talvolta [dʐ] nell'IPA.

## Caratteristiche
La consonante [ɖ͡ʐ] presenta le seguenti caratteristiche:
- Il suo modo di articolazione è affricato, perché questo fono è dovuto alla sequenza di una fase occlusiva e di una fase fricativa.
- Il suo luogo di articolazione è retroflesso (o cacuminale) poiché la punta della lingua è arricciata all'indietro, posteriormente a una normale alveolare.
- È una consonante sonora, in quanto viene prodotta con l'ausilio delle corde vocali.
- è una consonante centrale poiché l'aria fuoriesce centralmente e non ai lati.
- è una consonante polmonare perché interessata da emissione di aria.

## Occorrenze

### In italiano
In italiano tale fono non è presente.

### In polacco
In polacco tale fono è presente ad esempio nella parola dżem "confettura" [ɖ͡ʐɛm].

### In russo
In russo tale fono è più laminare e si presenta come allofono di [dʐ]. Si presenta ad esempio nella parola джем "confettura" [ɖ͡ʐɛm].

### In serbo-croato
In serbo-croato tale fono si presenta come un allofono di [d͡ʒ]. Si riscontra ad esempio nel termine džep "tasca" [ɖ͡ʐê̞p].

### In wu
In wu tale fono si ritrova in alcune forme dialettali. Ad esempio si caratterizza con l'ideogramma 长 "crescere" [ɖ͡ʐaŋ].